# Bilind Mihemed
Bilind Mihemed, född 1968 i Duhok, Irak - död 14 juli 2025,[källa behövs] var en kurdisk diktare och författare.
Bilind Mihemed började skriva dikter på 1980-talet. Han greps 1985 av irakisk polis och dömdes till 10 års fängelse för sina politiska åsikter. Efter ett år i Abu Ghurayb-fängelset i Bagdad utlystes allmän amnesti och han frigavs.
Under 1989 publicerade han sina första dikter i tidskriften Hewkarî. Han blev medlem av Kurdiska Författarförbundet i Duhok (Êketiya Nivîserên Kurd - Tayê Dihokê) 1992 och en av utgivarna av tidskriften Tîroj. Han debuterade med diktsamlingen Şev û yadgar (Natt och minnen) 1996. Centrala teman i hans diktning är kvinnan, kärleken, rädslan, döden och nostalgin. Han utmärker sig genom sina intensiva metaforer.
Bilind Mihemed var ansvarig redaktör för månadstidskriften Nûbûn (utkommer i Duhok) och samarbetade med Kurdiska Författarförbundets tidskrift Peyv (Duhok), tidningen Çavdêr (Hewlêr) och barntidningen Sinore (Duhok).
Författaren gick bort den 14 juli 2025.